# Vaquerías (Jalisco)
Vaquerías es una localidad del estado mexicano de Jalisco. Es parte del municipio de Ojuelos de Jalisco.

## Demografía
| Gráfica de evolución demográfica |
|                                  |

| Censo | Población |
| ----- | --------- |
| 1900  | 359       |
| 1910  | 560       |
| 1921  | 432       |
| 1930  | 511       |
| 1940  | 422       |
| 1950  | 554       |
| 1960  | 764       |
| 1970  | 751       |
| 1980  | 920       |
| 1990  | 967       |
| 2000  | 974       |
| 2010  | 1 067     |
| 2020  | 1 087     |